# Four Methods of Flush Riveting
Pour plus de détails, voir Fiche technique et Distribution.
Four Methods of Flush Riveting est un court métrage d'animation américain réalisé par les studios Disney, sorti le 14 juillet 1942. C'est le premier film, ayant donc servi de test/pilote, de formation réalisé par les Studios Disney. Il a été conçu pour former les apprentis techniciens des usines de l'avionneur Lockheed Aircraft Corporation, recruté durant la Seconde Guerre mondiale.

## Synopsis
Le film explique quatre méthodes pour riveter les plaques d'aluminium entre elles lors de l'assemblage des aéronefs.

## Fiche technique
- Titre original : Four Methods of Flush Riveting
- Série : court-métrage publicitaire et/ou éducatif
- producteur : Lockheed Aircraft Corporation
- Production : Walt Disney Industrial Training Film[2]
- Distributeur : Office national du film du Canada
- Date de sortie[1] : 14 juillet 1942
- Format d'image : Couleur (Technicolor)
- Durée[2] : 10 min
- Langue : (en)
- Pays :  États-Unis

## Commentaires
À la suite de sa réception, les studios Disney se sont lancés dans la production de nombreux films de formation professionnels ou éducatifs pour le milieu scolaire. La production liée aux entreprises de l'armement a permis avec des films de propagande d'occuper les animateurs durant la période de la guerre.